# Фени Булок Воркмен
Фени Булок Воркмен (Вустер, Масачусетс, 8. јануар 1859 — Кан, 22. јануара 1925.) је била амерички географ, картограф, истраживач, алпиниста и путописац . Једна је од првих школованих алпинисткиња у историји, позната по својим истраживачким експедицијама на Хималајима, и једна од првих жена која се попела на највише врхове света. Такође се истакла у издавању путописа и као посвећена суфражеткиња, у борби за право гласа жена.

## Биографија
Родила се у богатој породици, што јој је омогућило да студира на цењеним факултетима у Њујорку, Паризу и Дрездену . Након удаје за Вилијама Хантера Воркмена, придружила се планинарском друштву у Њу Хемпширу, где се попела на своје прве планинске врхове. Захваљујући добрим везама њеног супруга Вилијама, заједно су пропутовали већину Европе, северне Африке и Азије . Иако су заједно имали двоје деце, Фени није била мајчински везана за њих, већ су је одгајале дадиље. Средином 1890-их, придружила се феминистичком покрету Нова жена и почела да пише чланке, расправе и подлистке за појединачне женске часописе. Истовремено је почела да се бави бициклизмом и путовала је бициклом у Швајцарску, Француску, Шпанију, Алжир и Индију . О сваком свом бициклистичком путовању написала је књигу у којој се осврнула на положај жене у друштву и природно и културно наслеђе појединих земаља.
Током бициклистичког путовања у Индију, брачни пар Воркмен је одлучио да се током летњих месеци настани у подножју Хималаја и Каракорума. Ту су се први пут сусрели са другачијим видом планинарења, тзв висинског пењања, и убрзо су се заљубили у неистражене Хималаје. Наредних 14 година Фени и Вилијам су заједно истраживали хималајске падине и, без безбедне и професионалне планинарске опреме, пењали се на врхове високе и до 7.000 метара. Одржали су и вишемесечна планинарска истраживања која су често била прекидана због несугласица локалних власти. Као добростојећи Американци, нису наишли на одобравање у сиромашној сељачкој заједници, што је отежавало проналажење помагача и радника, али су били цењени због картографског рада и откривања нових падина.
По повратку у Европу, Фени Булок Воркмен је објавила неколико књига о својим планинарским подухватима. Постала је први амерички предавач на Сорбони и једна од првих Американки која је постала чланица Краљевског географског друштва. Добитница је бројних награда и признања истакнутих европских планинарских и географских друштава и својевремено је била једна од најугледнијих планинарки у свету. Својим залагањем омогућила је многим женама да се слободно баве планинарењем и спортом уопште и помогла да се разбију старе предрасуде о женама у спорту и друштву.